# Lavernhe
Lavernhe ist eine Ortschaft und eine ehemalige französische Gemeinde mit 216 Einwohnern (Stand 1. Januar 2022) im Département Aveyron in der Region Okzitanien. Sie gehörte zum Arrondissement Rodez und zum Kanton Tarn et Causses.
Mit Wirkung vom 1. Januar 2016 wurden die früheren Gemeinden Sévérac-le-Château, Buzeins, Lapanouse, Lavernhe, und Recoules-Prévinquières zu einer Commune nouvelle mit dem Namen Sévérac d’Aveyron zusammengelegt und haben in der neuen Gemeinde den Status einer Commune déléguée. Der Verwaltungssitz befindet sich im Ort Sévérac-le-Château.
Nachbarorte sind Recoules-Prévinquières im Nordwesten, Lapanouse im Norden, Sévérac-le-Château im Osten und Vézins-de-Lévézou im Südwesten.

## Bevölkerungsentwicklung
| Jahr      | 1962 | 1968 | 1975 | 1982 | 1990 | 1999 | 2008 | 2015 |
| --------- | ---- | ---- | ---- | ---- | ---- | ---- | ---- | ---- |
| Einwohner | 342  | 280  | 243  | 232  | 250  | 231  | 245  | 222  |

## Sehenswürdigkeiten
- Kirche Saint-Grégoire, seit 1929 als Monument historique ausgewiesen

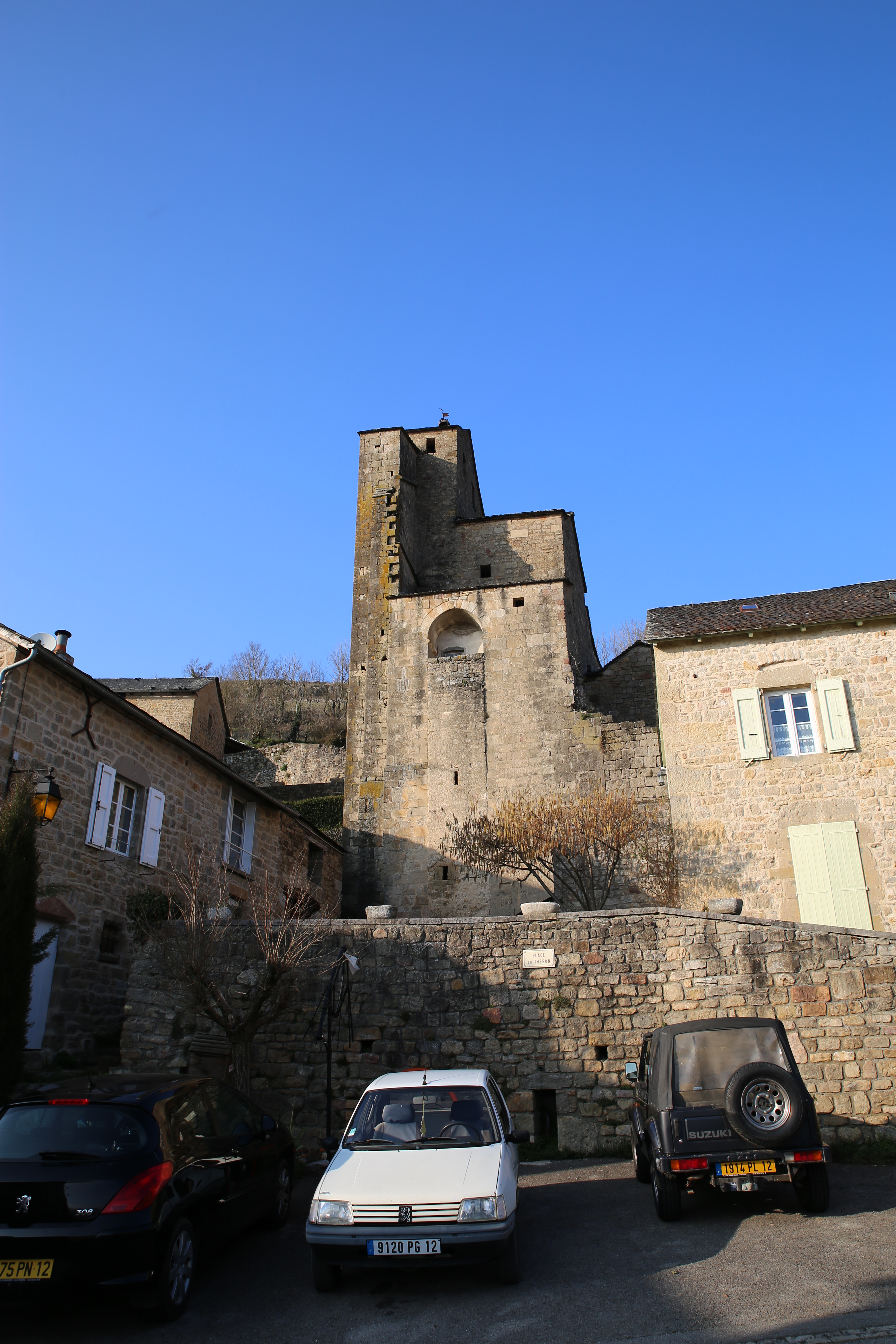
Kirche Saint-Grégoire